# Ведерниково (Нижньогородська область)
Ведерниково (рос. Ведерниково) — присілок в Городецькому районі Нижньогородської області Російської Федерації.
Населення становить 5 осіб. Входить до складу муніципального утворення Зиняковська сільрада.

## Історія
Від 2009 року входить до складу муніципального утворення Зиняковська сільрада.

## Населення
| 2002 | 2010 |
| ---- | ---- |
| 6    | ↘5   |